# Isidor Rabi
Isidor Isaac Rabi (født Israel Isaac Rabi, 29. juli 1898, død 11. januar 1988) var en amerikansk fysiker, der modtog nobelprisen i kemi i 1944 for sin opdagelse af kernemagnetisk resonans, som bruges til MR-scanning. Han var også en af de første videnskabsmænd i USA, der arbejdede med magnetron, hvilket bruges i radare og mikrobølgeovne.